# 纹尾蜂鸟
纹尾蜂鸟（学名：Eupherusa eximia），是雨燕目蜂鸟科的一种鸟类。
纹尾蜂鸟体重约4.3克，翼长约55.3毫米，嘴峰长约19.5毫米，喙宽度约1.8毫米，喙厚度约1.5毫米，跗蹠长约4.5毫米，尾长约32毫米。纹尾蜂鸟在其分布区内为留鸟，其栖息在密集的高大树木组成的森林中，食性为草食性，主要食物来源是植物的花蜜。

## 亚种
- ：分布于墨西哥东南部韦拉克鲁斯州和瓦哈卡州的湿润雨林。
- ：分布于墨西哥南部恰帕斯州至伯利兹和尼加拉瓜北部。
- ：分布于哥斯达黎加和巴拿马西部的高原地区。[4]